# Super Meat Boy Forever
Super Meat Boy Forever é um videojogo, desenvolvido pela Team Meat para Nintendo Switch, PlayStation 4, Xbox One, iOS, Android e Windows.[carece de fontes?] Originalmente planejado como versão de telemóvel de Super Meat Boy, Super Meat Boy Forever foi gradualmente desenvolvida como uma verdadeira sequência, com um novo esquema de controles e um gerador aleatório de níveis.

## Jogabilidade
Super Meat Boy Forever traz de volta a jogabilidade desafiadora do jogo original, bem como o principal vilão Dr. Fetus. Nugget filha de Meat Boy e Bandage Girl foi raptada pelo Dr. Fetus e o casal deve trabalhar em conjunto para resgatá-la. Ambos os personagens podem chutar/socar os seus inimigos e devem evitar obstáculos mortais para encontrar Nugget. O esquema de controle utiliza apenas dois botões. Os níveis são gerados aleatoriamente com base no nível de habilidade do jogador.